# 施氏穴八角魚
施氏穴八角魚，為輻鰭魚綱鮋形目杜父魚亞目八角魚科的其中一種，為溫帶海水魚，分布於東太平洋阿拉斯加至美國加州海域，棲息深度0-18公尺，體長可達8.9公分，棲息在潮間帶底層水域，以甲殼類為食，生活習性不明。